# Будинок Володарського (Кременчук)
Будинок Володарського — будинок у Кременчуці на перехресті вулиць Ігоря Сердюка та Перемоги. Зараз дещо перебудований. В ньому знаходиться Кременчуцький краєзнавчий музей.

## Опис
Будинок являє собою зведену у стилі модерн триповерхову будівлю. Особливістю будинку Володарський представляли виточені барельєфи античної тематики, керамічний фриз, який йшов навколо всього будинку, майолікові панно на фронтоні фасадів з вулиць Київської (Перемоги) та Петровської (вулиця Ігоря Сердюка). Зверху прикрашений плиткою, яка змінює колір на світлі (її та інший декорум зняли під час реконструкції).

### Огляд 1966
У 1966 році спеціальна комісія оглянула будинок і зробила наступні висновки:
1. Зовнішні стіни цегляні, у дворі з червоної цегли. Фасад, з вулиць Ігоря Сердюка та вул. Перемоги, зберігає попередній початковий вигляд за винятком висотних карнизів і парапетів. Стіни частково заштукатурені декоративною штукатуркою. В наявності ліплені вставки з керамічної плитки.
2. Внутрішні стіни цегляні, заштукатурені.
3. Горищні перекриття — щити накату з мастикою поверх глиняної сумішшю по металевих балках з швелерів, засипаних шлаком.
4. Підлоги дерев'яні, дощаті.
5. Покрівля горіщна.

### Реконструкція 1969—1971
Проектне завдання: Житловий будинок по вулиці Ігоря Сердюка № 2 реконструкції під історико-краєзнавчий музей.
Зовнішнє архітектурне оформлення фасадів, що виходять на вулиці Ігоря Сердюка і вул. Перемоги, відновлено в первісному вигляді. Головний вхід з вулиці Соборної, фасад, який видно з цієї вулиці, був перебудований в ансамблі з рештою будівель і в дусі тогочасної архітектури, з використанням тогочасних будівельних матеріалів. При цьому відображалось нове призначення будівлі. Внутрішні перепланування вирішено відповідно до технологічних потреб музею. Будинок межує з південного сходу з вулицею Соборною, південного заходу з вулицею Б. Хмельницького, північного заходу — з вулицею Ігоря Сердюка та з північного сходу — наявною житловою забудовою. Будинок має площу 1048.4 кв. м. займає ділянку 0.21га. Будівля триповерхова з підвалом. Розміри споруди 18×32 м. Висота поверхів 4.5 м, висота підвалу 3 м. Проектом реконструкції передбачено знести всі наявні балкони й переробити балконні двері на вікна, аналогічні наявним сусіднім вікнам.
Під час реконструкції будівля значно змінилося, втратило свій первинний вигляд, риси модерну і набула вигляду сучасної архітектури.

## З історії будинку
Будинок Володарського знаходився на вулиці Петровського, яка, за задумом міських будівельників, повинна була стати однією з трьох центральних магістралей. За планом 1774 вона прокладалася від еспланади старого посаду, який лежав на дорозі Потоцької, приблизно в районі сучасної вулиці Шевченка. Будинок Володарського з'явився на Петровській вулиці приблизно в 1916 році. Він належав У. Володарської — жінці сильній і вольовій. Її чоловік І. О. Володарський, купець першої гільдії, володів тютюново-махорочною фабрикою, яка була заснована в 1904 році, і на якій працювало 270 чоловік. Фабрика виробляла курильну махорку.
Купець Володарський все більше і більше захоплюється поширеним російським пороком. Він перестає цікавитися справами фабрики і зовсім не стежить за будівництвом маєтку.
Володарська усуває його від справ і керує всім сама, в тому числі і будівництвом триповерхового будинку. Жінка вимоглива, з задатками керівника, з сучасними поглядами. Вона зуміла сама всьому дати лад. Будинок був побудований в стилі модерн.
Ні сім'ї Володарський, ні їхнім нащадкам так і не довелося пожити в красивому, зручному і затишному будинку, оскільки його будівництво закінчилося напередодні Жовтневої революції. Після революції будинок був націоналізований одним з перших у місті.
Роки революції, громадської війни залишили тяжкий слід на вулицях міста. Багато житлових будинків були зруйновані, на уцілілих, обсипалися стіни, вражали порожнечею вікна. Завдяки своєму зручному розміщенню і значним розмірам, будинок № 2 по вулиці Ігоря Сердюка не зазнав руйнування і пограбувань. У роки громадянської війни в будинку було розміщено відділення міліції.
У травні-червні 1920 року в будівлі розмістився штаб 14 армії Південно-Західного фронту. Звідси підтримувався пряма телеграфний зв'язок з Кремлем, з Леніним. Учасники революційних подій в Кременчуці, ветерани праці, добре знають, що саме з цим будинком пов'язани численні історичні факти. Для членів Реввійськради Південно-Західного фронту встановлювалася прямий телеграфний зв'язок з Кремлем, з будинку № 2 по вулиці Ігоря Сердюка (тоді — Жовтневій) передавали телеграми з Кременчука до Москви В. І. Леніну. Також звідси брали телеграми з Москви.
Під час перебування в Кременчуці, революційні лідери М. І. Калінін, А. В. Луначарський, І. В. Сталін зупинялися в цьому будинку. Вони приїжджали в місто для зустрічі з робітниками, виступали на мітингах.
Пізніше в цьому будинку розміщувались: губком партії, надзвичайна комісія, інші радянські і партійні органи.

Будинок у 1943 році

У роки Радянсько-німецької війни 1941-1945 роках в Кременчуці було зруйновано 97 % всього житлового фонду, всі заводи, навчальні та культурно-освітні заклади. Зазнав значних руйнувань і будинок № 2 по вулиці Ігоря Сердюка.

### Після війни
Після війни надзвичайно гостро в нашому місті стояла житлова проблема. Люди жили в основному в землянках. У середині 50-х років, точніше в 1956 році, колишній будинок У. Володарської був відбудований. Під час відновлення намагалися, зберегти колишній вигляд будинку. Виконував відновлювальні роботи Кременчукбуд. І будинок з маєтку У. Володарської перебудовується в дванадцятиквартирний житловий будинок.
На 1966 рік перед міською радою постало питання, де розмістити матеріали та експонати історико-краєзнавчого музею, який вже мав багаті фонди. І на спільному засіданні Кременчуцького комітету КП України і Виконавчого комітету міської ради депутатів трудящих № Б-21/7-3 від 11 жовтня 1966 було прийнято рішення про реконструкцію житлового будинку № 2 по вулиці Ігоря Сердюка у історико-краєзнавчий музей.
Земельна ділянка та будинок входять до зелену зону центра міста.
У 1969-1971 роках житловий будинок № 2 по вулиці Ігоря Сердюка перебудовується під історико-краєзнавчий музей.
29 вересня 1975 експозиція музею прийняла своїх перших відвідувачів.

## Сьогодення
Зараз в будинку розміщений Кременчуцький краєзнавчий музей.